# たとえば母が
『たとえば母が』（たとえばははが）は、艶々による日本の漫画である。双葉社『メンズヤング』にて2003年7月号から2008年4月号まで連載された。単行本は同社アクションコミックスより全6巻。

## 概要
母子相姦をテーマに、友達的な感覚の親子から恋人、そして「夫婦」になっていく、親子の禁断の愛を描いた作品。展開は重めで、心理描写も多めとなっており、山文京伝の影響を受けて描いたとされている。商業単行本以外に、同人誌3巻、イラスト集数巻が販売されている。2009年8月のコミックマーケットの同人誌で発売された『たとえば母がafter』をもって、完結となっている。
クロスオーバー作品として、同作者による別作品『家政婦のミツコさん』の番外編「家政婦ミツコの大冒険」（『メンズヤング』2010年1月号掲載）がある。主人公・ミツコが、家出した挙句に迷子となり、美晴と正樹の新居に世話になるという物語。このエピソードは、単行本「たとえば母がExtra黒」に収録されている。
2013年にマドンナの「熟れコミ」レーベルより、風間ゆみ主演で実写化したアダルトビデオシリーズ全3作品が発売された。

## あらすじ
大学生、緑川正樹とその母緑川美晴は、お互いルームメイトのような関係で日々を過ごしていた。しかし、ある日、正樹は母親にキスマークを見つけ、男の存在を知る。初めは美晴も否定するものの、実は正樹に内緒で同じサークルの田口と付き合っていた。ある晩、地下道でマコトの性器をフェラチオをする美晴を目撃した正樹は、美晴を性の対象としてみるようになり、悶々とした日々を送ることに。それを知った美晴は正樹と離れ田口と暮らすようになるが、そこに、かつての上司・榊が現れ、関係が復活してしまう。

## 登場人物
緑川正樹
本作の主人公。大学生。児童文学研究会所属。通称「マー君」。21歳。童顔だが巨根。実母の美晴とは、お互い自由に過ごす友人のような母子関係であったが、一方で自覚は薄かったものの、麻里子にマザコンと言われる程、美晴への特別な感情を持ち続けていた。田口との関係を知った直後から、いつしか美晴を母から女として見ていたことを自覚し始めた。美晴が田口や榊との関係に苦しめられていたものの、峰子から榊と美晴を離す様、諭されたことも手伝って、最終的に一時は他人の物になった母を許した。同時に、ずっとそばにいる事を打ち明け相思相愛の仲となり、大学を中退し美晴とともに駆け落ち同然に街を去り、それまでの周囲との関係を断ち切った。その後、美晴の希望もあって神戸市に移住し工場で働き、美晴との間に長女ことみを儲け父親となっている。最終回時で24歳、『たとえば母がEX』では20代後半となっている。神戸移住以降は、美晴とは戸籍の面以外では完全に"歳の差夫婦"の関係となり、美晴の希望もあり家の外では彼女を「母さん」ではなく「美晴」と呼ぶようにしているため実の親子であることは知られていない。
緑川美晴
本作のヒロイン。正樹の母親。39歳。最終回時に42歳の主婦表面的には明るくふるまい、仕事上では生真面目なキャリアウーマンだが、正樹を産んだ年齢が若かった事もあり子供っぽい面もあり、性欲に流され易い部分も強い。年齢の割に若々しい外見で、ことみを出産した後も、グラマラスな体形と美貌を保っている。車の運転などの時には、眼鏡をかけている。『たとえば母がEX』では、40代半ばとなっている。夫（後述）とは、正樹が物心着く前に家庭に入る事を希望され離婚し、女手ひとつで正樹を育てて来た。しかし、その間にも榊に調教され、彼との関係に取り憑かれ、一時息子を疎かにしていた時期もあった。しかし、あるきっかけでそれを後悔し、榊をセクハラとして会社に告発し、関係を一端絶った。大ざっぱなところもあり、油断して正樹の前で下着姿になったり、全裸で過ごす癖がある。正樹と仲良く暮らしていたが、田口と付き合う様になり、その事に気づいた正樹が、自分を女として見つつある事を知り、家を出て田口と同棲する。しかし、かつて調教されていた榊が、海外から戻ってくると、彼との爛れた関係が復活。ピルを常飲していたが、榊の希望により飲むのを止め、田口とは榊との爛れた関係を知られた後、膣内射精を拒否し決別。正樹にも知られ、何もかも失ったと思われたが、全てを受け入れてくれた正樹と、完全に相思相愛となり、男女の関係を結ぶ。その後、榊の逮捕もあり会社を退職し、それまで住んでいた街を2人で去り、暫く退職金で気ままに2人無職で暮らしつつ、別の街に住んでいたが、周囲に正樹との関係がバレたことで再度の移住を決意。「海の見える街に住みたい」との彼女の希望もあり神戸市に移住した。同時に、正樹とは子供を作る事で合意し、間もなく娘のことみを妊娠し出産。以降、正樹とは"母子"から"歳の差夫婦"の関係へ変わり、性交渉を含めておしどり夫婦として暮らしており、対外的にも正樹の親ではなく妻と名乗っている。40代半ばとなっても川島に「モデルか何か」と思われるほどの美貌である。神戸では仕事をしながら正樹、ことみと3人でアパート暮らしをしている。
沢田貴志
児童文学研究会の部長の4回生。学食で食券を買わず直接頼んでしまう癖がある。最終回の時点で2人去り、来年にはマコト1人になるサークルの行く末を心配している。
山根麻里子
結婚してから大学に入学してきた2回生。夫とは浮気が元で険悪になり、ふとしたきっかけで正樹と肉体関係を結び、セックスフレンド兼相談相手のような間柄。その後離婚したものの、夫が本気だと言う農業に協力するため、復縁し自主退学。正樹の母に対する禁忌の感情やその後の関係も知りつつも、ある意味で彼のよき相談相手ともなっている。退学とともに正樹との関係を終わらせる。
田口マコト
正樹高校時代からの同級生、ガタイが大きく根はやさしい美晴の男。春休み中に貧乏で宅配のアルバイト先で美晴の会社に行った事で結ばれ、美晴のアナルバージンを奪う。やがて美晴との関係がバレると、自分の部屋で同棲するが、美晴が榊の物になると徐々に避けられ始めその事実を知り逆上、美晴をレイプしようとすると、ピルの常用をやめた彼女から膣内射精を拒否された上、正樹に寝取られ決別。正樹の退学後、美晴にも正樹にも連絡を絶たれてしまう。失意に沈む中、学食で働く女性と肉体だけの関係になる。
山本由紀
24歳のOL。人数あわせの合コンで仲良くなり、正樹と付き合うが彼のことは事実上のセックスフレンドとしか見ていない。正樹にSEXの手ほどきを一から授けた。
宏樹
由紀の本命彼氏。
榊敬之
美晴の上司。44歳。性器に真珠を入れている。自信家で仕事は出来るが、女癖は悪く、愛人も多数抱えている。女性の社会進出に理解を示していたことから、美晴との性的関係を持っており、愛人達の中でも美晴を別格の扱いとしているほど、彼女にのめりかけていた。しかし、美晴に女として生きるか母として生きるかを問うが、美晴は母を取りセクハラとパワハラで訴えられ、海外に長年左遷されていた。引き抜きで、事情を知らない人事部長により、日本に戻る。その恨みから、美晴との性的関係を復活させる。さらに、出張先に正樹を密かに呼び出し、美晴の目を隠して、二人の行為を正樹の目に焼き付け、遂には彼を混ぜての目隠し3Pを通じて、二人に親子としての一線を越えさせた。最後の仕上げに、完全な性奴隷にしようと、オーストラリアから媚薬に近いドラッグを密輸したが、時既に遅く、妻の策略によって、美晴は正樹と結ばれており、失意の中妻の通報により、薬事法違反で逮捕される。妻の峰子とは「世間体のため」に結婚していたが、他の愛人の話も全て打ち明けるなど、深い信頼を寄せる一面もある。「誰も本気で愛そうとせず愛されようとしない人」「本気になって裏切られることを恐れている」と影で峰子には評されており、かつて本気になりかけた美晴に切られたことが、その恐れの原因であろうことを見抜かれている。
榊峰子
榊の妻。刺青に乳首と性器にピアスをするなど、表面的には従順な性奴隷と化し、美晴との不倫も包み隠さず話される等、榊から絶対的信頼を得ていた。実は、愛人達への嫉妬と、夫を独占しようとする執着はかなり強く、そのためには、手段を選ばない面もある。正樹と接触し、榊の調教が完成する前に、彼から美晴を離す様諭し、協力と引き換えに、正樹と一度の肉体関係を持つ。それは、過去に榊が自分の物にならない恨みから、美晴の殺害を計画したが、家に居た正樹の幼い笑顔に癒され、「この人から母を奪ってはいけない」と悟り、殺害を諦めたからであった。結果的に、峰子が正樹と接触したことが、緑川親子が相思相愛になるきっかけとなり、彼のドラッグ使用を通報し、逮捕に至らしめる。正樹と関係した理由については、後に「少しだけ奪わせてもらった」と、美晴へのささやかな意趣返しだったことを漏らしている。番外編の「峰子抄」では、服役中の夫を待ちながらも、若い男と行きずりの関係を持っている。
緑川ことみ
正樹と美晴の娘。正樹と美晴が、完全に"歳の差夫婦"の関係になった後に誕生。『after』で美晴がことみを身籠ったことが語られ、『家政婦ミツコの大冒険』ではまだ、美晴のお腹の中にいた。『本編最終話』、『たとえばことみが』、『なつやすみ』、『たとえば母がEX』（直接の登場ではなく、言及のみ）に登場。
本編最終話が初登場。EXでは保育園児になっていることが語られている。
母と父が実の母子関係にあるため、戸籍上は、美晴の非嫡出子、正樹の異父妹となっているなど、血縁が多少ややこしくなっている。祖父が美晴の元夫・ジュン。父が正樹であるため、美晴が直接的に母で間接的に祖母ともなる（直接的には美晴の実娘で、間接的に孫娘）。また、正樹とは直接的には父子関係であるが、同時に母を同じくする異父兄妹の関係でもある。
ジュン
『ZERO』登場。別れた美晴の夫、学生時代に出会い結婚、正樹をもうける。小説家としては目が出なかったが、自身が書き溜めていた町歩きガイドがベストセラーになり、一躍人気作家の仲間入りを果たすと、それまで美晴のヒモとして暮らし、苦労をさせた負い目から、楽をしてもらおうと家庭に入ってほしいと進言したが、総合職にやりがいを感じていた彼女とズレが生じ、彼から申し出て離婚。ルーズながら慰謝料を払い続けていたが、既に別の女性と交際している。
川島
『なつやすみ』登場、正樹の勤務先の若い女子社員。正樹が既婚者であることを知りつつ「かっこいい」として狙っており、美晴が40代であることを耳に挟んで「おばさん相手なら略奪出来る」と思い込み、海水浴場で正樹にモーションをかけようとするも、実際に現れた美晴の美貌に圧倒されてしまう。正樹からは、美晴を見せつけ自慢するための相手としてしか、扱われていなかった。
山下
『なつやすみ』登場、正樹の勤務先の女子社員で川島の友人。川島の略奪願望に呆れつつも彼女の行動に付き合うが、川島共々、美晴の年齢にそぐわない体形や肌の美しさに、度肝を抜かれる。

## 書籍情報
- 艶々『たとえば母が』双葉社〈アクションコミックス〉全6巻
  1. たとえば母が1（2004年6月28日）
  2. たとえば母が2（2005年3月11日）
  3. たとえば母が3（2005年12月12日）
  4. たとえば母が4（2006年9月28日）
  5. たとえば母が5（2007年8月28日）
  6. たとえば母が6（2008年3月28日）

- 艶々『たとえば母がExtra』エンジェル出版〈エンジェルコミックス〉全2巻
  1. たとえば母がExtra赤（2013年6月17日発行・同日発売）
  2. たとえば母がExtra黒（2013年7月17日発行・同日発売）

全話と新刷のおまけページに加えて同人誌3冊を収録した豪華版。

## 関連同人誌
たとえば母が 補完シリーズ（同人誌、番外編）
時系列別に記述する。

### 前日談
- たとえば母がZERO
正樹がまだ保育園児だった頃の話。前編では別れた夫ジュンについて、後編では美晴と榊の出会いのシーンが大幅に追加されている。

### 本編補足編
本編では描写し切れなかった部分を補完する作品群。
- たとえば母が27+、35+、49+
第27話の榊と美晴の絡み、35+では榊、正樹、美晴の3P（正樹と美晴が初めて結合した回）、49+は正樹と美晴の絡みのシーンを大幅に追加した作品。
- たとえば母が 蜜月(MEGANE)
眼鏡女と公衆便所収録。マコトとドライブに出かけ車を運転する時は眼鏡を掛け、美晴が普段見せない一面を見たマコトは…と言う話。
- プライベートビデオ
マコトの提案で美晴のハメ撮りビデオを撮影する話。
- 峰子妙
榊峰子のスピンオフ短編。49話直後。ある一人の青年が峰子に誘われるがままに自身の部屋に連れてきた、奴隷姿の峰子を見て青年はあるがままの彼女を受け入れる。
- たとえば母がafter
最終話で神戸への移住とことみを妊娠する間の話。
- 家政婦ミツコの大冒険
前述のafter後、神戸へ移住し妊娠の兆候が見られ始めた頃の話。

### 後日談（ことみ出産後）
- たとえばことみが
ある日のSEX後、ことみの寝顔を見つめて正樹が「清純可憐に」と願うが「女は成長が早い」と美晴は否定しその証拠に自身の初体験年齢を聞かされ正樹は愕然。彼女の淫乱な遺伝子を受け継いだと思い込み逆上する。
- なつやすみ
工場でも女性に人気の正樹、女性社員二人から海に誘われるが「家族サービスがあるから」と断る。しかし女性社員の一人はあきらめきれず、偶然を装い海で緑川一家と遭遇、水着で誘惑しようとするが･･･
- たとえば母がEX
ことみが保育園児になり、二人は激安の値段で中古軽自動車を購入。そのドライブと迎えの道すがら、車内で美晴のロングニットに欲情し、峠の原で二人裸に靴だけの青姦に突入してしまう。

### イラスト集
- たとえば母が美晴絡艶画集（2008年冬コミ出展）
1～3巻の絡みシーンをカラー化
- 夢想絵本（たとえば母がイラスト集）
- 美晴 妄想絵巻
美晴と正樹の性交が書きおろされたイラスト集（販売当時は連載中盤で、まだ美晴と正樹が性交していなかったため描かれたのはこれが初めて）。

## アダルトビデオ
2013年にマドンナ（熟れコミ）レーベルより全3作がリリースされた。各2枚組となっており、それぞれが単行本全6巻に対応する構成となっている。
1. 艶々原作長編コミック実写化!! たとえば母がI（DVD版：2013年1月7日発売）[9]
2. 艶々原作長編コミック実写化!! たとえば母がII（DVD版：2013年2月7日発売）[10]
3. 艶々原作長編コミック実写化!! たとえば母がIII（DVD版：2013年3月7日発売）[11]

キャスト
- 緑川美晴：風間ゆみ（I、II、III）
- 山根麻里子：松下美雪（I、II、III）
- 山本由紀：沙月由奈（I）
- 榊峰子：高橋美緒（III）